# Želva nádherná
Želva nádherná (Trachemys scripta) je jednou z nejchovanějších sladkovodních želv na světě. Mezinárodní unií pro ochranu přírody IUCN byla v roce 2000 zařazena mezi 100 nejhorších invazních druhů světa.

## Taxonomie
Jsou známy 3 poddruhy želvy nádherné.
- T. s. scripta – Želva nádherná žlutolící se vyznačuje chybějící červenou barvou na lících, která je nahrazena žlutavou.
- T. s. elegans – poddruh známý svými červenými lícemi. Je také nejpočetněji chován.
- T. s. troosti – Želva nádherná Troostova, charakteristická menšími žlutými páskami na hlavě.

## Popis a anatomie
Dorůstá průměrně 15 – 25 cm, některé samice i 35 cm, samci jsou menší. Krunýř se skládá ze dvou částí, horní se nazývá dorsální karapax, který je pokryt kostěnými destičkami. Ty jsou na karapaxu uspořádány ve třech řadách. Jsou pokryté keratinovou vrstvou. Samice mají destičky hladké, samci mírně vroubené. Barva karapaxu se mění s věkem. Vylíhlá mláďata jej mají světle zelený, dospělí jedinci tmavě hnědozelený až olivový, vzorovaný tmavými a světlými odstíny. Dolní část, ventrální karapax nebo také plastron, je žlutavý s tmavými, zelenohnědými skvrnami ve středu většiny destiček. Samci jej mají prohloubený, samice nikoli. Přední končetiny jsou vybaveny 5, zadní pak 4 prsty, opatřených plovací blánou. Prsty jsou zakončeny drápy, které má samec delší a užší na předních končetinách. Základní barva hlavy a nohou je zelená, pokrytá žlutavými paprskovými proužky. Červená lícní skvrna může v průběhu života značně vyblednout. Ocas samce je delší a silnější než má samice. Želvy nemají vnější uši, sluchový aparát tvoří tympanální disk viditelný v zadní části hlavy.

## Historie
Želvy nádherné objevil zřejmě James Cook při své plavbě a několik želv přivezl i do Evropy.
Pravý chov želvy však začal až kolem roku 1656, kdy je první zmínka o želvě, která byla chována v zajetí. Dnes je želva nádherná v přírodě slabě ohrožená a její množství v odchovu každým rokem přibývá.

## Výskyt
Od jihovýchodu USA přes Střední Ameriku až po severozápad Jižní Ameriky. Byla zavlečena do mnoha oblastí dalších kontinentů, zahrnujících Evropu včetně Slovenské a České republiky.
Uměle vysazené populace želv žijí a někdy se i úspěšně množí také v jiných oblastech s podobným podnebím. Často tak negativně ovlivňují tamější živočišné druhy (např. v jižní Francii). V Česku ale z dlouhodobého hlediska nepředstavuje tak významný problém, jako rak bahenní, rak americký, rak signální, jež jsou známí přenašeči račího moru, nebo cizí obratlovci, jako je sumeček americký a mnozí další živočichové. Paradoxně patří želva nádherná k několika mála predátorům těchto škodlivých organismů. Negativní je hlavně dopad na kriticky ohroženou populaci obojživelníků, jejichž řady v Česku drasticky řídnou v důsledku mnoha dalších vlivů i neznámých faktorů.

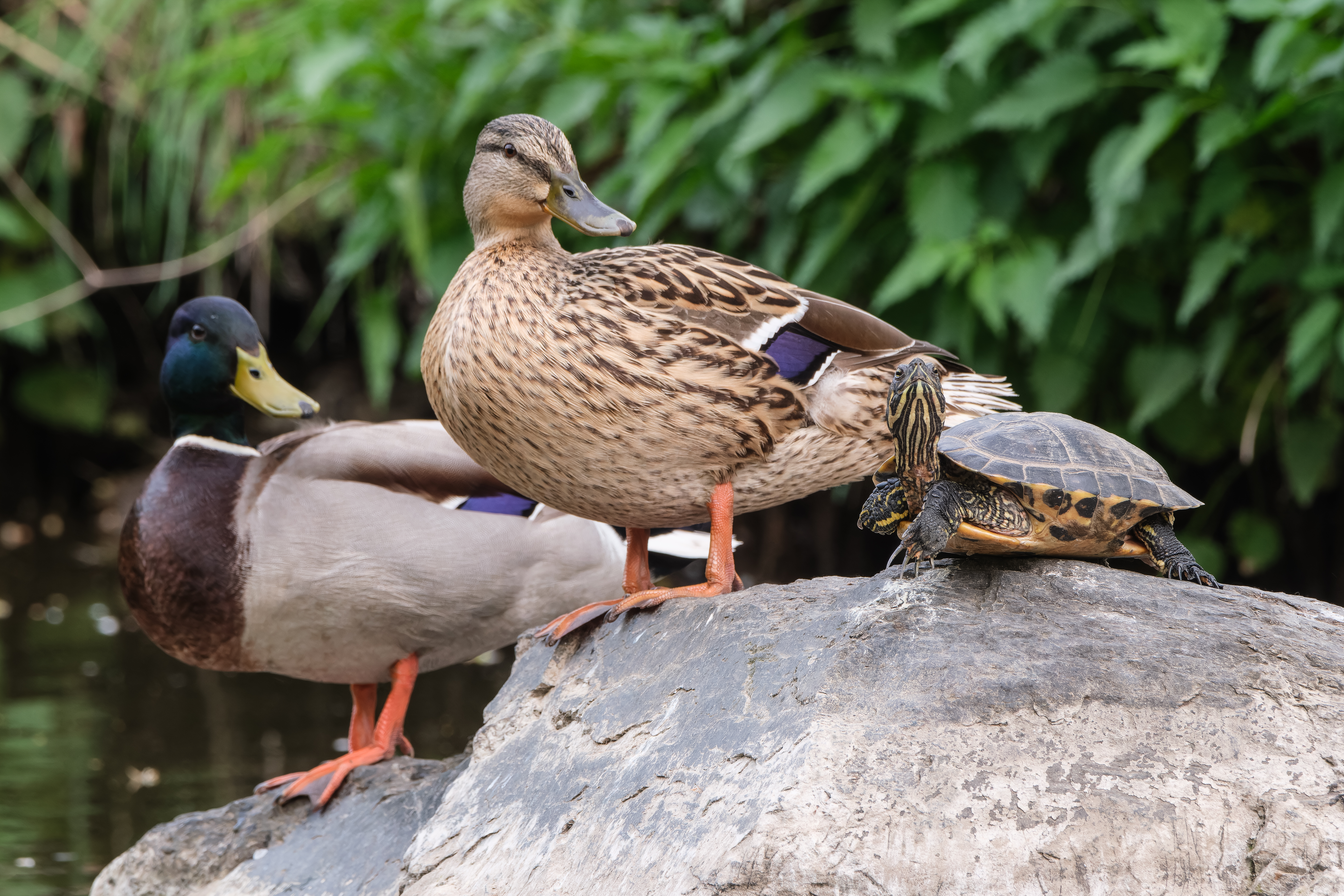
Želva nádherná (T. s. sripta) a kachna divoká na říčce Rokytce v Praze (2024)

Želva nádherná se objevuje i volně žijící ve středoevropské přírodě, nejčastěji přežívá v okolí větších měst (s větší koncentrací chovatelů) a v níže položených oblastech jako je okolí Prahy, Polabí, okolí Brna, jižní Morava nebo okolí Ostravy. Byla hlášena dokonce i z oblastí v bezprostředním okolí Nízkých Tater na Slovensku. Takové vnikání nepůvodních druhů do přírody obecně hodnotíme v současné době jako negativní, neboť většinou poškozují přirozená přírodní společenstva (u nás vytlačuje vzácnou a chráněnou želvu bahenní, Emys orbicularis). Nicméně i želva bahenní je nepůvodním živočichem, jehož rozmnožování v oblastech Německa nebo Česka bylo diskutabilní. Želva nádherná v České přírodě ojediněle klade vajíčka (která jsou však jen vzácně oplodněná), ale proměnlivost počasí prakticky vůbec neumožňuje vylíhnutí a přežívání mláďat a z Česka je známý jen jeden úspěšný případ vylíhnutí několika mláďat, který je považován za malý zázrak. Vysoké počty želv ve volné přírodě jsou způsobeny uprchlými nebo vypuštěnými jedinci tohoto velmi populárního poddruhu, které je ale krajní nezodpovědností vůči původní přírodě i vůči vypuštěným želvám. Jejich malá schopnost úspěšné reprodukce dříve či později přivede želvu nádhernou v středoevropské přírodě k drastickému snížení počtu nebo vymření, které oddaluje zejména jejich dlouhověkost. V jižních částech Evropy je ale přítomnost této želvy trvalým ekologickým problémem. Poté, co došlo v roce 2004 oficiálně k zastavení dovozu poddruhu T. s. elegans do České republiky, byl v menší míře nahrazen dovozem ostatních podruhů, zejména T. s. sripta, jejichž výskyt byl nedlouho poté rovněž zaznamenán v naší přírodě.

## Potrava

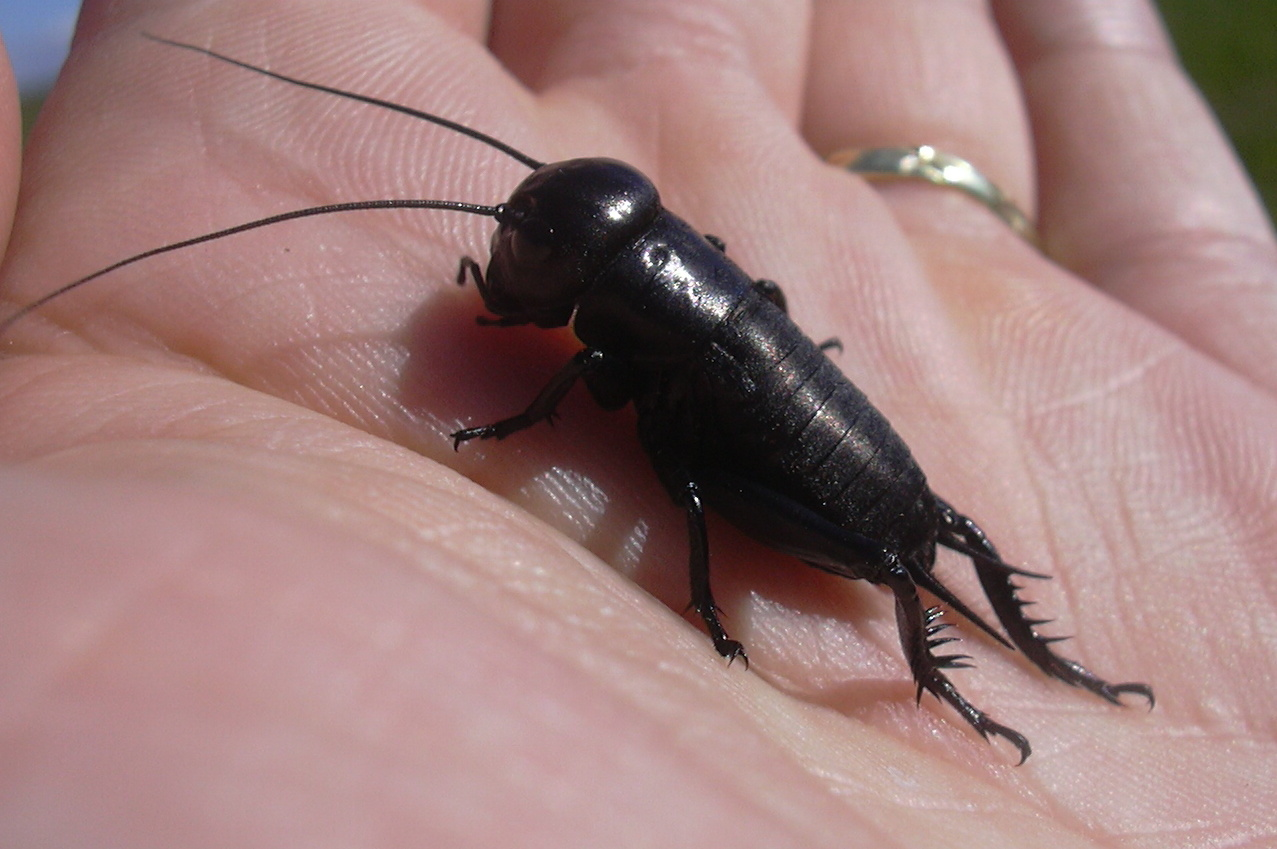
Cvrček polní, výborná strava pro vodní želvy.

Potrava želv by měla být pokud možno co nejpestřejší, bohatá na vitamíny a minerální látky. Nejlepším způsobem výběru oblíbené stravy je nabídnout želvám co nejširší spektrum potravy a výběr nechat na nich samotných. Ale i to, o co nejeví zájem, je dobré jim nabídnout po čase znovu – někdy totiž změní názor. Potravu požírají želvy jen ve vodě, proto je nutné, aby ji dostávaly právě tam. Mláďata želv je nutné krmit denně, dospělé želvy krmíme třikrát týdně. Mláďata jsou téměř výhradně masožravá, jak želvy rostou postupně vzrůstá podíl rostlinné složky v jejich potravě. Potrava je v přírodě ze 60 % živočišná (22 % hmyz, 17 % plži, 13 % ryby, 8 % korýši). Zbývajících 40 % se skládá z rostlin, kde převažují vodní rostliny rodů Najas, Lemna, Sagittaria a Ceratophyllum.
Hlavní složku potravy by měly tvořit ryby. V ideálním případě by to měly být přiměřeně velké ryby podávané vcelku včetně kostí a vnitřností. Výborné jsou také tzv. grundle prodávané mražené v supermarketech; želvy je vyloženě milují. Další dobrou možností jsou akvarijní ryby, které ale slouží spíše pro zpestření jídelníčku. Nevýhodou zůstává jejich cena ve zverimexech a je fakt, že z vlastního chovu se dají mnohdy uživit jen mláďata želv.
Ke krmení se také hodí převážně všechny druhy plžů (s ulitou i bez ní), a to suchozemské i vodní. Plže lze sbírat i v přírodě, ale jejich zkrmování nelze jednoznačně doporučit, protože mohou přenášet choroboplodné zárodky např. parazitů. Lze je ale poměrně snadno chovat. Krmíme je listy salátu, špenátu a jinou rostlinnou potravou. Ideální jsou akvarijní plži, jejichž chov nečiní žádné větší potíže. Druhy s ulitou jsou pro želvy výborným zdrojem vápníku.
Také se osvědčili mouční červi (musí se dávat pozor na překrmování). Jedná se o larvy potemníka moučného, které lze rovněž koupit ve zverimexu nebo akvaristice. Snadno se dají i chovat. Krmíme je rostlinnou i živočišnou potravou.
Želvám můžeme dávat i cvrčky, menší kobylky, mouchy a pavouky. Větší želvy tento hmyz pozřou prakticky okamžitě, u menších želv se hmyz bude trápit, než ho želvy "okoušou".
Lze také krmit rybím, kuřecím, telecím a hovězím masem. Maso musí být libové. Pro vysoký obsah tuku je naprosto nevhodné maso vepřové, jelikož želvy neumí odbourávat tuky.
Na trhu je celá řada granulovaných přípravků určených pro vodní želvy. Také granule určené kočkám lze bez problémů podávat. Výhodou granulí (ať už želvích nebo kočičích) je, že jsou plné vitamínů, dají se koupit v každém supermarketu a snadno skladovat. Je to výborné doplňkové krmivo, ale nemělo by sloužit jako náhrada pestré stravy.
S tím jak želvy dospívají, začínají vyhledávat více rostlinné potravy. Některé z želv rostlinnou potravu zcela odmítají, proto se nedoporučuje dělat z želv vegetariány násilím.
Ke krmení je možné použít jak vodní rostliny (douška, okřehek, kabomba, růžkatec), tak i suchozemské rostliny (ptačinec, smetanka, jetel, jahodník). Želvám také chutná ovoce (švestky, jahody, třešně, banány, jablka atd.) a zelenina (listy špenátu, salát, čínské zelí, mrkev atd.).
Vzhledem k tomu, že i při podávání rozmanité potravy většinou nedokážeme dodat želvám všechny potřebné vitamíny a minerální látky v potřebném množství, je vhodné jim chybějící vitamíny a minerály dodat v podobě různých přípravků. To je důležité zejména u mladých želv, které rostou. Pro tvorbu krunýře potřebují kromě jiného mnoho vápníku.
Přípravky se želvám většinou podávají tak, že se injekčně vpraví do potravy (např. mrtvé ryby). To lze samozřejmě učinit jen s roztokem, proto práškové přípravky předtím rozpustíme ve vodě. Protože se některé nerozpustí zcela je nutné použít dostatečně silnou jehlu. Tolik potřebný vápník lze želvám dodávat buď formou nějakého preparátu nebo přírodní formou v podobě např. vaječných skořápek, ulit nebo sépiové kosti. Zatímco vitamíny a minerály, které jsou přirozeně obsaženy v potravě, prostě předávkovat zvířata nemůžete, o uměle vyrobených přípravcích toto neplatí. Proto je potřeba dodržovat přiložený návod, případně se o dávkování a nejvhodnějším výrobku je potřeba se poradit s veterinářem nebo v lékárně.
V tabulce jsou uvedeny hlavní zdroje různých vitamínů:
| vitamín | přirozené zdroje                                                                                          |
| ------- | --- |
| A       | mrkev, listová zelenina, třešně, červená řepa, meruňky, vejce, rybí tuk, játra, mléčné výrobky            |
| B       | maso, vnitřnosti, ryby, pivovarské kvasnice, pšeničné klíčky, vaječný žloutek, drůbeží maso               |
| C       | čerstvé ovoce a zelenina                                                                                  |
| D       | rybí tuk, mořské ryby, vaječný žloutek                                                                    |
| E       | klíčky pšenice a kukuřice, rajče jedlé, vejce, játra, ořechy, růžičková kapusta, listová zelenina, špenát |
| F       | slunečnicová, lněná a dýňová semena, obilné klíčky                                                        |
| K       | rybí tuk, listová zelenina, žloutek, květák                                                               |
| P       | třešně, hroznové víno, meruňky, borůvky, šípky, brokolice                                                 |
| T       | sezamová semena, vaječný žloutek                                                                          |
| U       | zelí |

## Rozmnožování

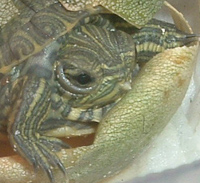
Líhnoucí se želva s vaječným zubem.

Námluvy a páření u želv nádherných většinou probíhají od března do července. Podmínkou je samozřejmě pohlavní dospělost obou jedinců, což u tohoto poddruhu bývá mezi 3 – 5 roky života. Samec připlave k samici a stimuluje její krk a hlavu pomocí svých dlouhých drápů. Poté, pokud je samice spokojena, se ponoří pod vodu a je připravena k páření (může se také stát, že jí samec nevyhovuje a samice začne být agresivní). Samotný akt běžně trvá od 15 – 45 minut. Někdy mohou dva samci svým chováním nápadně připomínat námluvy k páření. Jedná se však o známku dominance a samci mohou začít mezi sebou bojovat.
Po páření může trvat i několik dní než samice bude schopna naklást vejce – ta se poté bude snažit zahrabat je do písku. Pokud písek nenajde, naklade vejce do vody – v takovém případě je nutno je hned vyjmout a umístit do inkubátoru. Samice během péče o vejce může změnit jídelníček či nejíst tak často, jak byla zvyklá. Malým nevylíhlým želvám lze regulovat pohlaví během vývoje teplotou vajec: pokud chceme samici, teplota by neměla stoupnout nad 28 °C, pokud samce, doporučuje se teplota okolo 30 °C. Vědecké publikace však zastávají názoru opačného. Samice se líhnou ve vyšších teplotách a samci v nižších. Těžko říct kterému zdroji se dá více věřit. Malé želvičky se vylíhnou mezi 60 – 90 dny po nakladení vajec. Pozdní kladení může způsobit, že želvy přečkají zimu ve vejcích a vylíhnou se až v teplejším počasí na jaře.
Při vylíhnutí želvy používají tzv. vaječný zub, kterým se prokoušou skrze skořápku; ten jim odpadne asi hodinu po vylíhnutí. Může se stát, že malé želvičky zůstanou ještě den či dva ve skořápce. Poté, co se rozhodnou skořápku opustit, na plastronu se jim objeví malý váček – vejce totiž obsahuje z poloviny želvu samotnou a z druhé poloviny právě vaječný vak. Ten obsahuje vitamíny a živiny a hraje důležitou roli i po vylíhnutí; jakmile se dostane do želvího těla vzduch poškozením vaku, způsobí to její smrt. To je hlavní důvod, proč se značí vršky želvích vajec – vejce otočené vzhůru nohama totiž přeruší růst embrya, protože jej vak zadusí. Pokud se toto stane, samice se bude automaticky snažit otočit vak, tak aby nedošlo k vniknutí vzduchu do malé želvy nebo k zadušení embrya. Stejně jako vzduch je smrtelná i voda, která může do želvy proniknout dříve, než je celý vak absorbován a plastron je zahojen – to může trvat i 21 dní. Vak nikdy neupadne sám, vždy musí být vstřebán. Ideální je čerstvě vylíhnuté želvy umístit zvlášť od ostatních a položit je na vlhký ručník, odkud si v případě potřeby berou vodu. Teprve po dvou měsících se želvy mohou umístit do akvaterária společně s ostatními.

## Nemoci

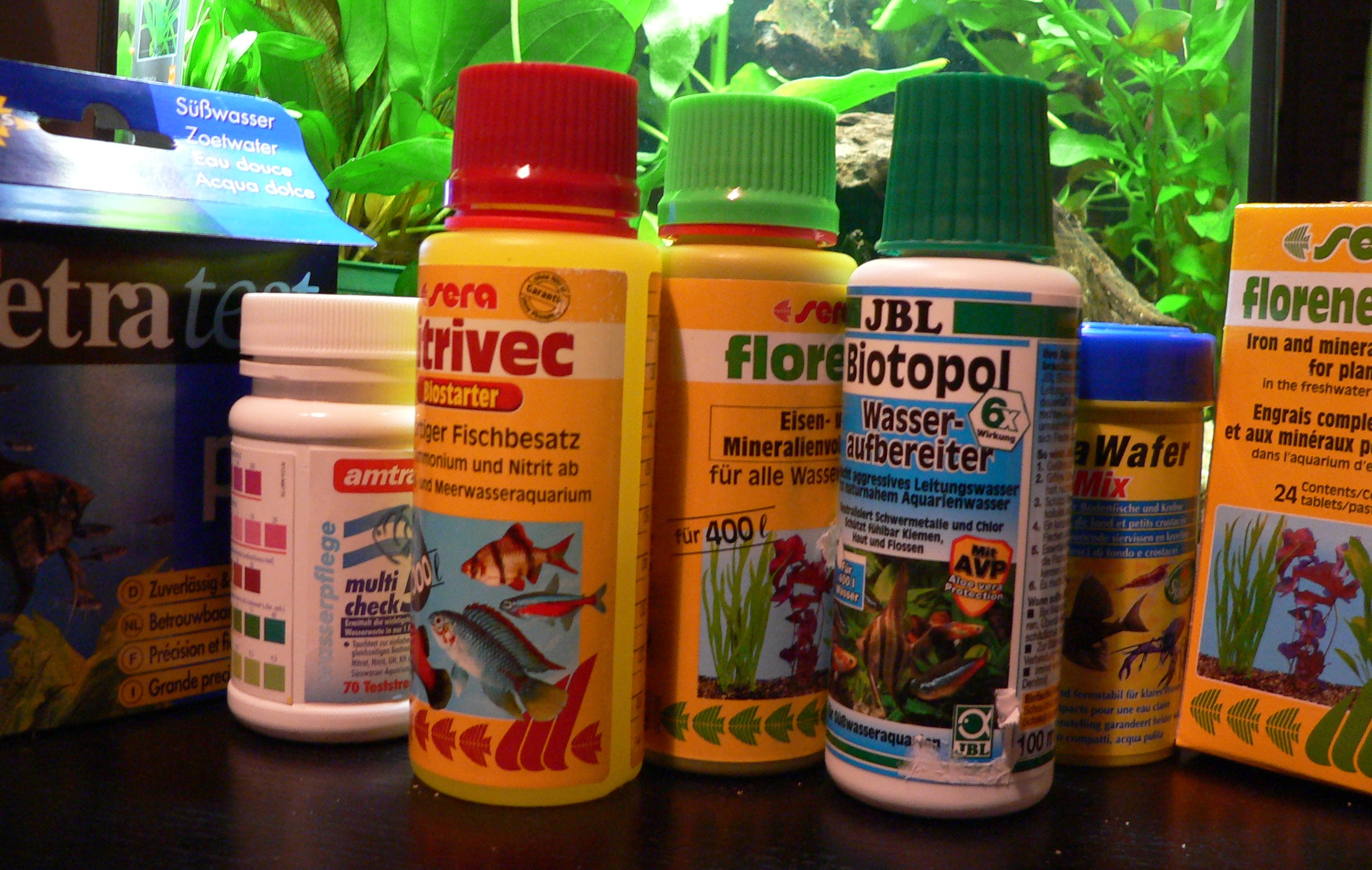
Několik druhů přípravků, kterými lze předcházet některým onemocnením želv.

### Odmítání potravy
K odmítání potravy dochází u želv z různých příčin. Někdy příčinu hladovění chovatel nikdy nezjistí a želvy začnou samy potravu přijímat. Zdraví jedinci v dobré kondici vydrží hladovět řadu týdnů bez toho, že by nějak utrpěl jejich zdravotní stav. Pokud však hladovka trvá déle než 14 dní a nepodaří se zjistit příčinu, je lepší obrátit se na odborníka. Nejbanálnější příčinou dobrovolného hladovění želv bývá pokles teploty. Poměrně často k tomu dochází právě na podzim, kdy je pokles teploty doprovázen i zkrácením dne. Želvy se pak zcela přirozeně připravují na zdolání zimy a hladovějí.
Léčba: K odstranění problému postačí zvýšení teploty a umělé prodloužení dne (svícením).
Další, poměrně časté odmítání potravy, se vyskytuje po zimní hibernaci. Jde o tzv. Posthibernační anorexii. Postihuje zejména želvy, které zimovaly ve špatné zdravotní kondici. Postižené želvy jsou apatické a prakticky se nepohybují. Nápadná je nízká hmotnost.
Léčba: Jde o závažný stav a léčení by měl provádět veterinář. Často bývá potřeba podpůrná léčba antibiotiky k potlačení druhotných infekcí. Prognóza na uzdravení je příznivá v případě, že onemocnění netrvá déle než 3 – 4 týdny.

### Hypovitaminóza
(také tzv. "nemoc oteklých očí")
Toto onemocnění bývá nejčastější problémem mladých želv rodu Trachemys. Je způsobeno především podáváním nevhodné potravy. Jedním z prvních příznaků je otok očních víček, který nakonec úplně zabrání želvě oči otevřít. Z nozder může vytékat čirý sekret, který se při sekundárních infekcích mění až na hnisavý. U želvy se objevují dýchací obtíže a často si otírají hlavu předními končetinami jakoby ve snaze oči očistit a otevřít. Nemocná želva se zdržuje na souši a vyhledává vyhřátá místa. Onemocnění bývá provázeno odmítáním potravy, které nedostatek vitamínu ještě prohlubuje a bez léčení skončí uhynutím želvy.
Léčba: Toto onemocnění je zejména v počátečních stadiích poměrně snadno léčitelné. Léčba spočívá v podávání vitamínu A. V počátečních stadiích (pokud želva ještě přijímá sama potravu) stačí vitamínový přípravek (např. Combinal AD3). Při odmítání potravy je jedinou možností podávání vitamínu injekčně. Pokud odmítání potravy trvá po delší dobu, nezbývá než želvu krmit násilně. Léčení trvá podle závažnosti onemocnění 1 až 3 týdny.

### Nachlazení (zánět nosní sliznice)
Velmi časté onemocnění želv. Projevuje se jako hvízdání, sípání či mlaskavé zvuky. Želvy obtížně dýchají (někdy otevřenými ústy), lze zpozorovat i výtok z nozder a z očí. Nachlazení může provázet odmítání potravy a apatie. Příčinou jsou zejména nízké teploty, snížená odolnost organismu želv, virózy, mykózy a bakteriální infekce. Neléčený zánět sliznic může vést k rozšíření infekce nebo k zápalu plic.
Léčba: Podle závažnosti onemocnění. U lehkých případů stačí zvednutí teploty, popřípadě snížení velkého teplotního rozdílu mezi vodou a vzduchem v nádrži. U závažnějších případů provázených nebo způsobených infekcí je nutné navštívit veterináře, který naordinuje antibiotika.

### Zápal plic
Jedná se o časté onemocnění želv. Projeví se zpravidla tak, že má želva potíže při plavání. Buď se nemůže potopit nebo (zvláště při jednostranném zápalu plic) plave šikmo. Příčiny a projevy jsou podobné jako u nachlazení, někdy z něho zápal plic i následně vznikne. Může ale být i bakteriálního nebo plísňového původu.
Léčba: Jedná se o velmi vážný zdravotní stav a proto je nutné urychleně vyhledat odbornou pomoc. Jako první věc je třeba oddělit nemocného jedince od ostatních. Pokud je onemocnění bakteriálního původu, léčí se antibiotiky. U plísňových zánětů plic je léčba komplikovanější. V obou případech se jako podpůrná léčba doporučuje zvýšit teplotu až na 30 °C a umožnit želvě slunění, pokud možno na opravdovém slunci.

### Zánět středního ucha
Postihuje želvy bez rozdílu věku a projevuje se jako otok v místě ucha. Nejčastěji jen jako jednostranný. Příčinou bývá poranění kůže, případně dutiny ústní.
Léčba: účinnou léčbou je jen chirurgické ošetření provedené v lokální či celkové anestézii. Součástí léčby je pooperační aplikace antibiotik a z tohoto důvodu ji provádí vždy odborník.

### Houby a plísně
Poměrně časté onemocnění želv. Často se objevují po předchozím poranění. Plísně a houby se šíří sporami a u želv se projevují jako rezavé nebo bělavé skvrnky na krunýři. Neléčená plíseň dokáže pokrýt téměř celý povrch želvy. Zpravidla se vyskytují na plastronu, ale mohou napadnout i měkké části těla nebo dokonce vnitřní orgány.
Léčba: postižená místa potírat dezinfekčním přípravkem (např. Betadine) nebo přímo antimykotickým léčivem (např. Ketokonazol). Do vody lze přidat akvaristický přípravek proti plísním (např. malachitovou zeleň či kuchyňskou sůl), avšak tento způsob léčby může být náročný na organismu želvy. Někdy je vhodnější po dobu léčby držet želvu na suchu.

### Rachitida (křivice)
Onemocnění vyvolané nedostatkem vápníku a vitamínu D. Vitamín D ovlivňuje hospodaření organismu s vápníkem a fosforem. Paradoxně podobný problém může způsobit naopak předávkování vitamínem D. Onemocnění postihuje zejména mladé želvy v průběhu růstu. Onemocnění se projevuje nejprve změknutím krunýře. Ten působí dojmem jakoby byl z gumy. V průběhu času, jak želva roste dochází k nevratným deformacím a poškozením krunýře a někdy i kostí.
Léčba: Léčba spočívá v úpravě nevhodných podmínek chovu. Je potřeba změnit želvě jídelníček a dopřát jí pobyt na světle (ať už opravdovém nebo formou speciálních svítidel). Ideální potravou jsou celé ryby vhodné velikosti. Případně lze dodávat vitamín D a vápník formou vitamínových přípravků.

### Zranění
K různým oděrkám, odřeninám a jiným povrchovým zraněním dochází poměrně často. Úplně neobvyklá nejsou ani vzájemná pokousání ať už z vzájemné nevraživosti nebo jako projev "náklonnosti" samce vůči samici. Samostatnou kapitolou mezi úrazy jsou úrazy krunýře (viz níže).
Léčba: veškerá i drobná poranění vyžadují naši pozornost. Jakékoli poranění je vstupní branou pro infekci. Proto je vhodné ránu vydesinfikovat např. Betadinem nebo 3% peroxidem vodíku, případně růžovým roztokem manganistanu draselného (hypermangan) a zajistit její zaschnutí. Následně je možné ránu ošetřit některou z hojivých nebo antibiotických mastí. Při větších zraněních např. při vykousnutých kusech svaloviny či ukousnutých končetinách je nejlepší radou obrátit se na veterináře. Ten vedle ošetření či případného zašití rány podá antibiotika a poradí s další léčbou. Želvy totiž musí zůstat několik dní na suchu a to u vodních želv představuje docela problém. Vedle toho, že musí mít přístup k vodě na pití, musí se její pokožka občas navlhčit. Rovněž krmení je nutné provádět ve vodě, takže v průběhu déletrvající "suché" léčby jsou nutné krátkodobé 10-30 minutové koupele.

#### Úrazy krunýře
K úrazům dochází zejména při snaze chovatele dopřát želvám pocit volnosti nebo opravdové slunce. Želvy ponechány bez dozoru se pak dostávají na místa kam neměly. A tak jsou pak přejety autem, zahradní sekačkou nebo případně spadnou z balkonu. Velké nebezpečí pro želvy představuje pokousání psem. Jako prevenci většiny úrazů lze doporučit "pouhé" zabezpečení výběhu želv proti jejich úniku. A samozřejmě i proti vniknutí jiných zvířat do výběhu želv (především psů nebo koček).
Léčba: poraněný krunýř vyžaduje vždy odbornou léčbu. Ta většinou spočívá ve vyčištění a dezinfekci rány a provedení tzv. osteosyntézy, kdy za pomocí šroubů, drátů či případně lepidel je krunýř zafixován tak, aby mohl správně srůst. Zároveň je nasazena podpůrná léčba antibiotiky k potlačení případné infekce. Stejně jako při jiných závažných úrazech bude muset želva alespoň začátek svého léčení pravděpodobně prožít na suchu, ale s tím vám určitě poradí váš veterinář. U samiček je léčba o něco těžší.

## Život v přírodě i v zajetí

### Akvaterárium

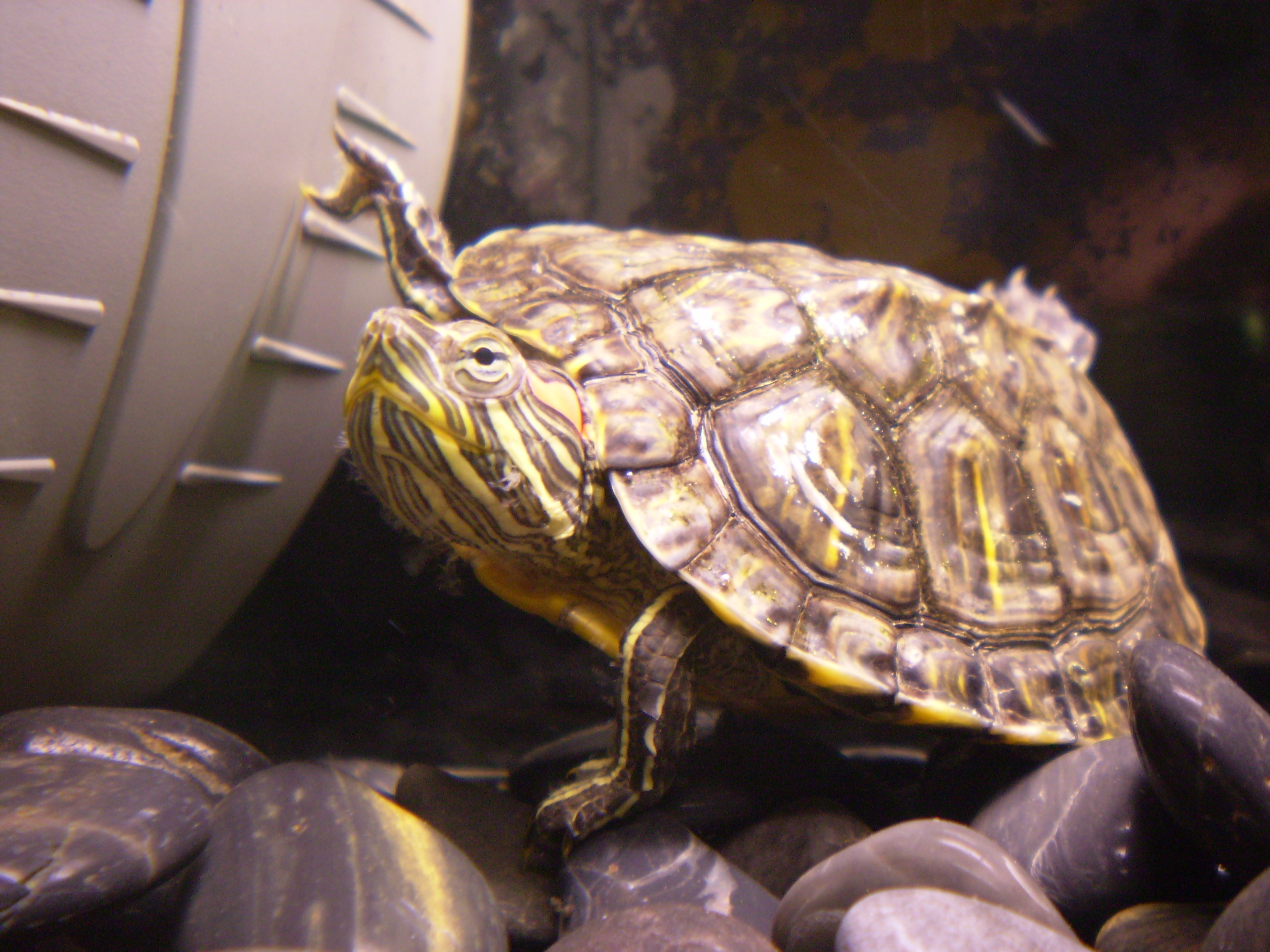
Želva nádherná v akváriu

Víceméně lze za jediné zařízení vhodné k chovu v bytě považovat akvaterárium, tedy kombinaci akvária a terária (dále želvárium). Na zahradě či ve skleníku potom ještě bazén či jezírko. Vzhledem k tomu, že mláďata želvy nádherné vyrostou až do úctyhodných 25-30 cm, je třeba k jejich ubytování zajistit rozumně velké želvárium. Minimální rozměry želvária se odvíjí od velikosti želvy; pro orientaci však lze počítat s pětinásobkem rozměrů krunýře želvy (tj. délka, šířka a výška). S větším počtem želv je potřeba želvárium úměrně zvětšit. Také je třeba počítat s tím, že do velkého akvária želvičky dorostou do 2 až 3 let. Ve zmíněném želváriu je potřeba vybudovat pro želvy dostatečně velkou "souš", na kterou se želva (nebo i více) pohodlně vejde. Přestože se jedná o vodní želvu, na souši tráví podstatnou část dne vyhříváním se, protože je to jediný způsob, jak regulovat svou tělesnou teplotu. Želvárium je vhodné vybavit výpustí ve dně, která usnadní časté čištění, což však rozhodně není nutností. Další věc, která není na škodu je písek či štěrk na dně akvária. Na jednu stranu sice do značné míry znesnadňuje čištění nádrže, což naopak vyvažuje estetickým dojmem a navíc v něm želvy pátrají po zbytcích potravy, čímž se zabaví. Důležitým faktorem je také to, že želvy používají kamínky jako tzv. gastrolity (trávicí kameny). Prostě kameny spolykají a ty v žaludku pomáhají při zpracování potravy. Když se obrousí, vyjdou přirozenou cestou ven. Kameny někdy představují až polovinu obsahu žaludku, proto by měl mít štěrk v akváriu přiměřenou zrnitost. Želvárium je vhodné alespoň z větší části shora zakrýt, aby v něm nebyl moc velký teplotní rozdíl mezi teplotou vody a vzduchu. Želvy se nadechují nad hladinou a dýchání studeného vzduchu často vede k rýmě a někdy až k zápalu plic a úhynu zvířete.

#### Voda

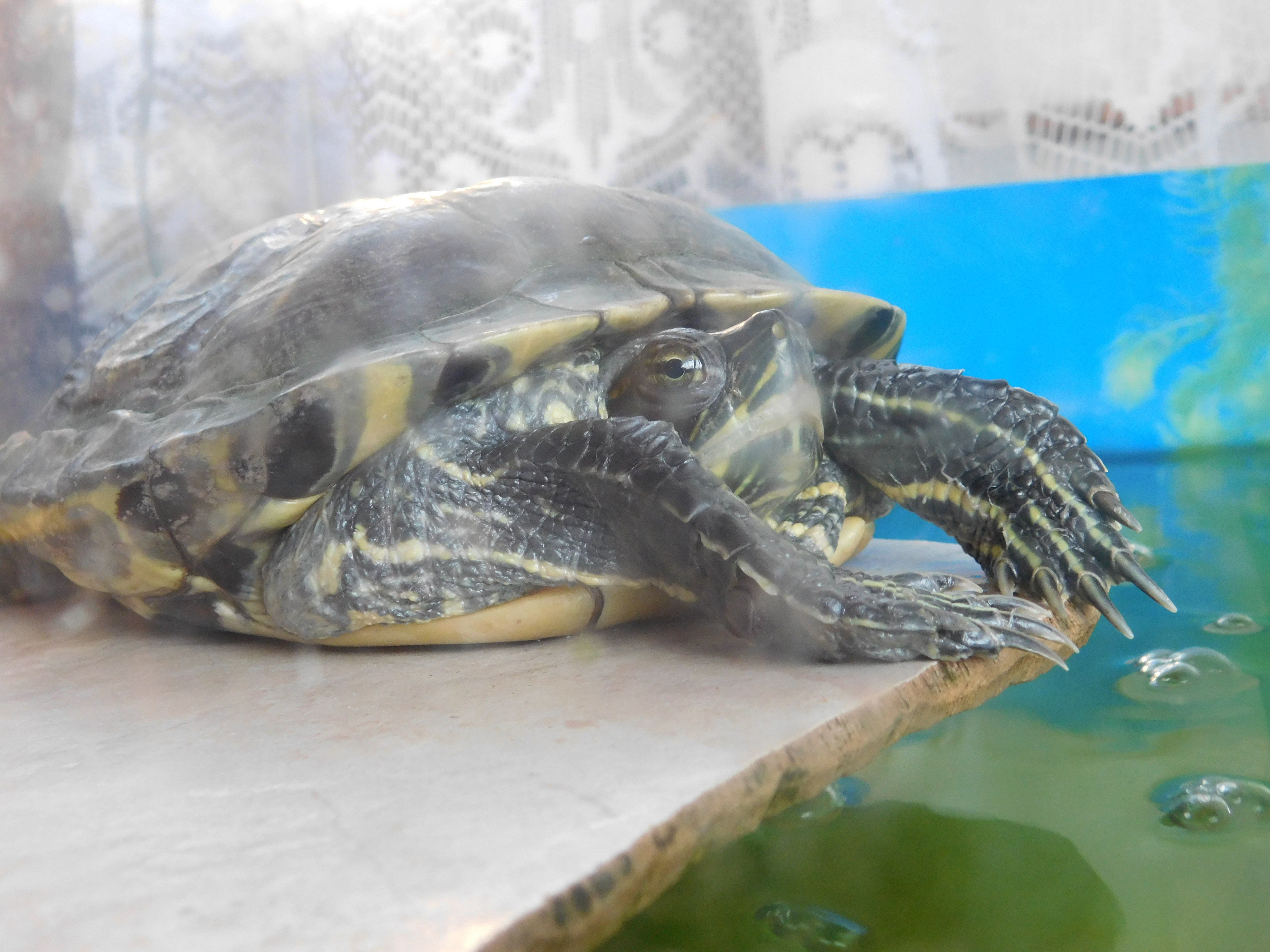
Želva nádherná na plošince v akváriu s vodou

Obecně se dá říci, že na kvalitu vody nemají želvy žádné zvláštní nároky. Postačuje jim běžná vodovodní voda. Názory chovatelů na chlor ve vodovodní vodě se různí. Jeden z názorů je, že chlor akváriu vysloveně prospívá tím, že hubí choroboplodné zárodky. Druhý názor říká, že chlor krom toho, že zabíjí škodlivé bakterie, hubí i ty prospěšné a tudíž se ty škodlivé mohou snáze množit. Trvanlivost chloru ve vodě je jen krátkodobá (samovolně z vody vyprchá během asi 15 minut), takže žádoucí a prospěšné bakterie ve filtru moc neovlivní, ale nezvrátí ani rozkladné procesy probíhající ve vodě. Nevyhnete se ani častým celkovým výměnám vody a čerstvá voda oné rovnováze také nesvědčí. Možnosti jak udržet vodu co nejčistší nebo alespoň prodloužit intervaly výměn však existují. Jedna z věcí, které dokážou výrazně prodloužit intervaly mezi výměnami vody je vzduchování. V okysličené vodě se nedaří anaerobním bakteriím, právě způsobují rozkladné procesy a kažení vody. Další důležitá věc je odstraňování zbytků potravy brzy po krmení. Také množství vody hraje velmi důležitou roli. Obecně platí, že čím je vody víc, tím je stabilnější prostředí. Další věc, která dost pomůže, je filtr, ačkoli jeho funkce bude spíše mechanickou záležitostí, protože bakteriím, které by vodu čistily jako např. v akváriu s rybami, se u želv moc dařit nebude. Ale i tak filtr výrazně pomůže. Naproti tomu přidávání aktivního uhlí do filtru se většinou ukázalo vcelku neúčinné.

#### Postup při výměně vody

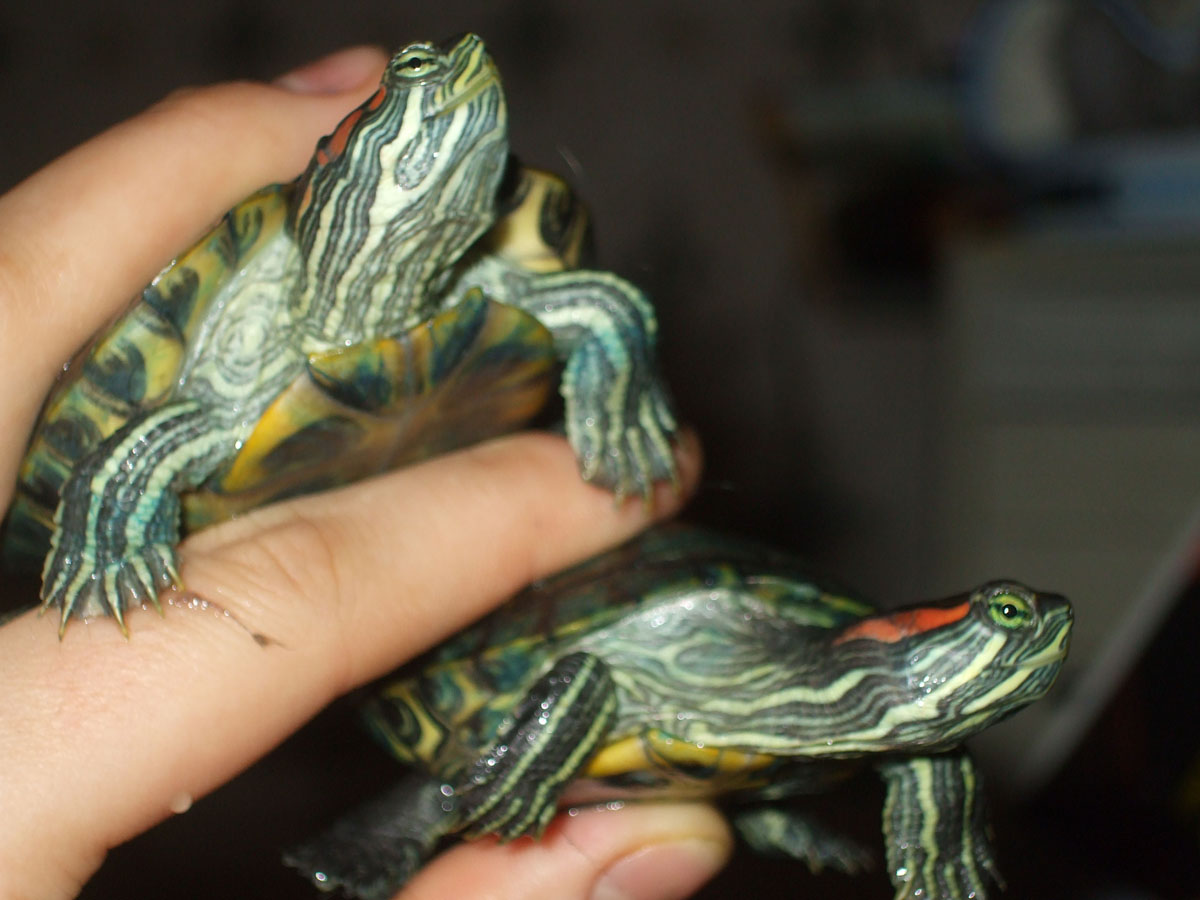
Mláďata želvy nádherné.

Používá se obyčejná vodovodní voda, do které je dobré přidat akvaristický přípravek pro úpravu čerstvé vody; ten příznivě upravuje tvrdost vody, její pH a urychluje odstranění chloru. Po napuštění zapněte topítko, vzduchování a filtr a želvy vpusťte do akvária až když má voda přijatelnou teplotu (kolem 22 °C), tj. asi tak po dvou hodinách. Ostatní nežádoucí příměsi z vody samovolně vymizí asi za 12 hodin. Četnost výměn vody závisí do značné míry na druhu a podobě podávané potravy. Zatímco malé ryby, které želva spolkne vcelku znečistí vodu naprosto minimálně, tak kus rybího masa, ze kterého si trhají kusy, se postará o to, že se voda musí vyměnit druhý den.

### Spolubydlící
Obecně platí, že želvy nádherné jsou snášenlivé. A to jak mezi příslušníky vlastního druhu, tak k jiným želvám. Míchání druhů není sice úplně nejvhodnější, ale když je nádrž dostatečně prostorná, bez problémů se snesou i s přiměřeně velkými druhy, které vyžadují podobné životní podmínky. K projevům nesnášenlivosti dochází zpravidla při nedostatku místa. K poraněním může dojít také při krmení, kdy želvy ve snaze urvat co největší kus jídla mohou jedna druhou i vážně poranit. To je o to nebezpečnější, pokud jsou mezi jedinci velké velikostní rozdíly. Dalším poměrně rizikovým obdobím je doba rozmnožování. To bývá sameček ve snaze získat přízeň samičky a přimět ji ke spáření poněkud agresivní. Ve většině případů se to obejde bez vážnějších zranění, ale často je možné zpozorovat na želvě škrábnutí.

### Světlo a teplo

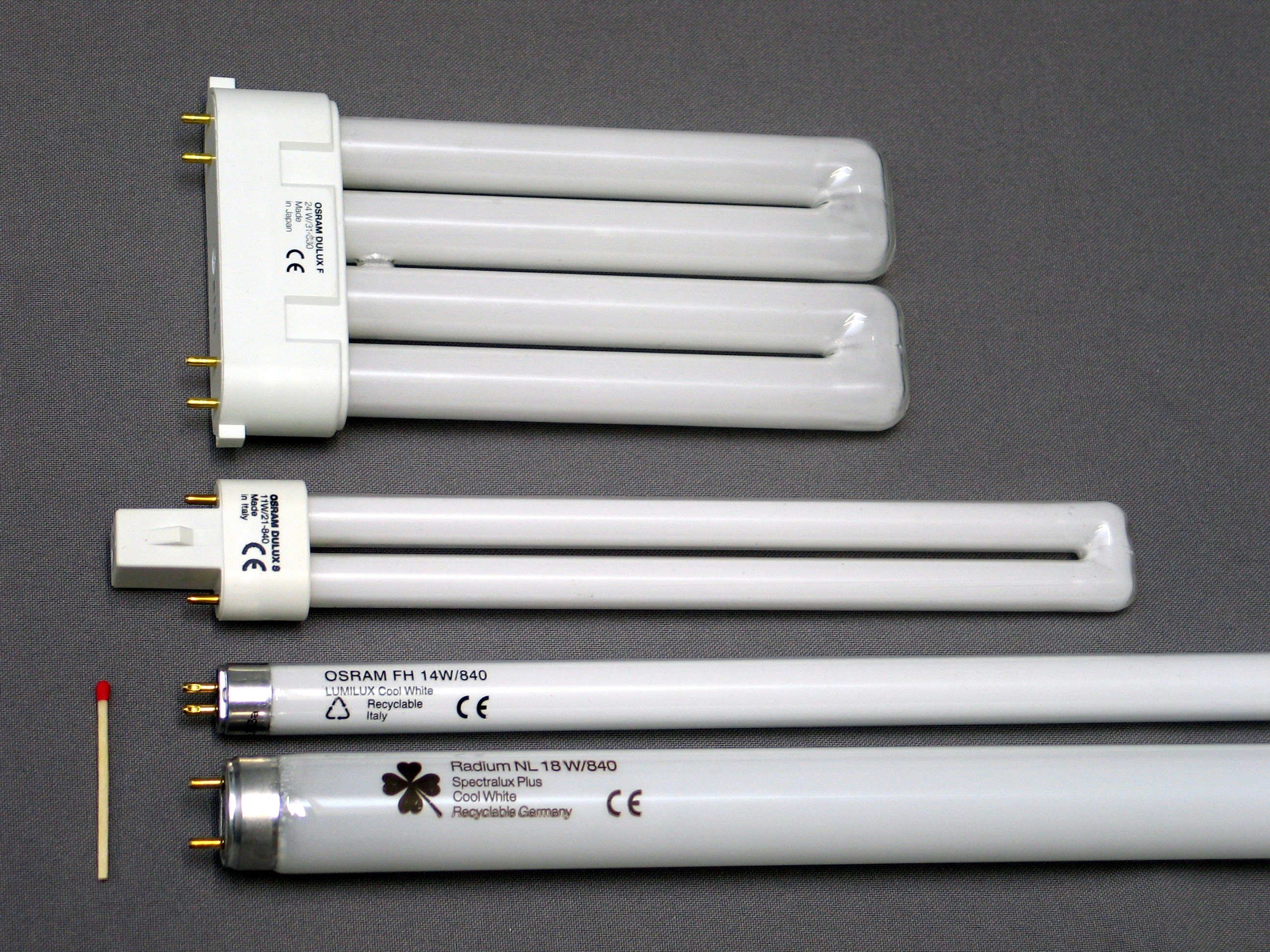
Běžná zářivka by měla obsahovat zvýšené UVA a UVB záření.

Aby se mohly želvy vyhřívat, musí mít nad souší umístěnou žárovku, a to nejen zdroj tepla, tzv. UVA záření, ale i záření typu UVB. Toto záření je nezbytné pro správný růst krunýře a další životně důležité funkce. Jako zdroj tepla (UVA) stačí klasická 40w žárovka, speciální UVB pak stojí okolo 400-500kč. Vyrábí se ale i kombinované UVA/UVB žárovky, které jsou lehce draží (od 600kč, např. Repti-Planet SOLAR).
Zdroj tepla nesmí být příliš vysoko, protože by teplo unikalo do okolí a pod ní by se želvy příliš neohřály. Na druhou stranu nesmí být ale ani příliš nízko, aby nedošlo k popálení zvířat. Teplota pod žárovkou by měla být o 5 až 7 °C vyšší než teplota vody. Teplota vody pro chov by měla být mezi 20 až 25 °C pro dospělá zvířata, pro mláďata pak až 28 °C. Dospělá zvířata snášejí pokles teploty až na 10 °C, musí mít však možnost lokálního ohřevu. Při ještě větším poklesu teploty (např. při celoročním chovu v zahradním jezírku) želvy zazimují. Proti oslnění pozorovatele je vhodné žárovku nějak odstínit. K tomu je vhodné použít hliněný květináč odpovídající velikosti. Ten i po vypnutí žárovky dokáže ještě po relativně dlouhou dobu sálat naakumulované teplo. Doba svícení by se měla pohybovat někde kolem 10 hodin denně. K zapínání a vypínání žárovky je výhodné používat spínací hodiny. Žárovka by měla být umístěna jen na jedné straně akvária, aby na opačné straně bylo poněkud chladněji. Pokud nemáte stabilně v místnosti s želvami teplotu aspoň 22 °C, neobejdete se bez topného tělíska. To pořídíte v prodejně akvaristiky. Mělo by disponovat vlastním termostatem, což dnes bývá samozřejmostí. Topné tělísko je vhodné umístit do plastového krytu, který výrazně sníží riziko jeho rozbití. Vyvarujte se toho, aby se zapnuté tělísko dostalo nad hladinu. Pokud se vyhřáté tělísko nad hladinou prudce zchladí např. stříkající vodou, může snadno prasknout. Místo topného tělíska je možné používat topný kabel, ten je poněkud odolnější. Není dobré používat na souši topné kameny. Želvy se totiž v průběhu svého dlouhého vývoje přizpůsobily teplu přicházejícímu shora, takže zatímco vyhřívání pod žárovkou je pro ně "přirozenou" záležitostí, teplo přicházející odspodu nikoli.

### Slunce a slunění

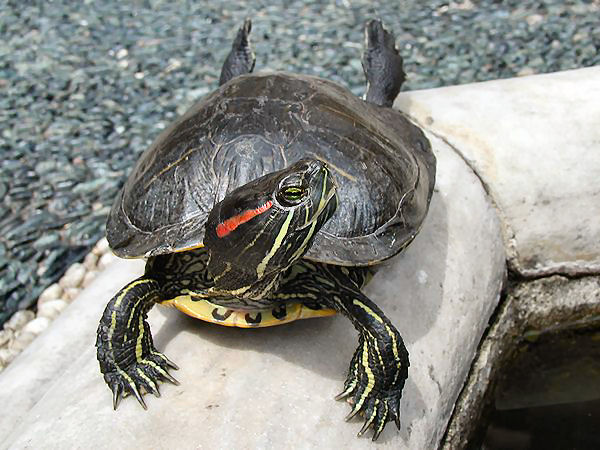
Želvy se často rády vyhřívají, přitom typicky vystrkují nohy vzad.

Želvy milují slunce a využívají každou příležitost ke slunění, proto je důležité a nezbytné jim ho nějakou formou dopřát. V ideálním případě je lze umístit přes léto do zahradního jezírka. Při chovu doma je absolutní nutností použití speciálních žárovek nebo zářivek s UVA a UVB zářením. Jejich cena závisí na výkonu a značce: u žárovek se pohybuje kolem 400 korun, nebo od 600kč v případě kombinovaných UVA/UVB. U zářivek kolem 500 korun, přičemž je ještě k jejich provozu potřeba buď objímka se startérem a trafem nebo rampa – obojí poměrně drahé (od 700 do 1000 Kč). Uvedené orientační ceny se mohou na první pohled zdát poměrně vysoké, ale na zdraví želv má sluneční záření (UVA + UVB) podstatný vliv, takže pokud ušetříte na světle, připlatíte si u veterináře za léčení.

### Zábava
Nejde o zábavu v pravém smyslu toho slova, jedná se o nahrazení činnosti, které v přírodě věnují značnou část dne tj. hledání potravy. Při chovu v zajetí moc času hledání potravy věnovat nemusí, jídlo je jim často vkládáno až do tlamky. O to intenzivněji se mohou vyhřívat a slunit, ale i to se může omrzet. Např. z písku mají želvy viditelnou radost a dost času věnují jeho přehrabování a hledání něčeho "na zub". Občas (třeba po čištění akvária) je pro želvy potěšením vhození přebytečných rostlin a hlemýžďů z akvária. Propátráváním a okusováním plovoucích rostlin se dokážou zabavit dlouhou dobu. Další možností, jak poskytnout želvám trochu zábavy a vytrhnout je ze stereotypu jsou živé rybky. Želvy je však vychytají v obdivuhodně krátké době.

## Růst

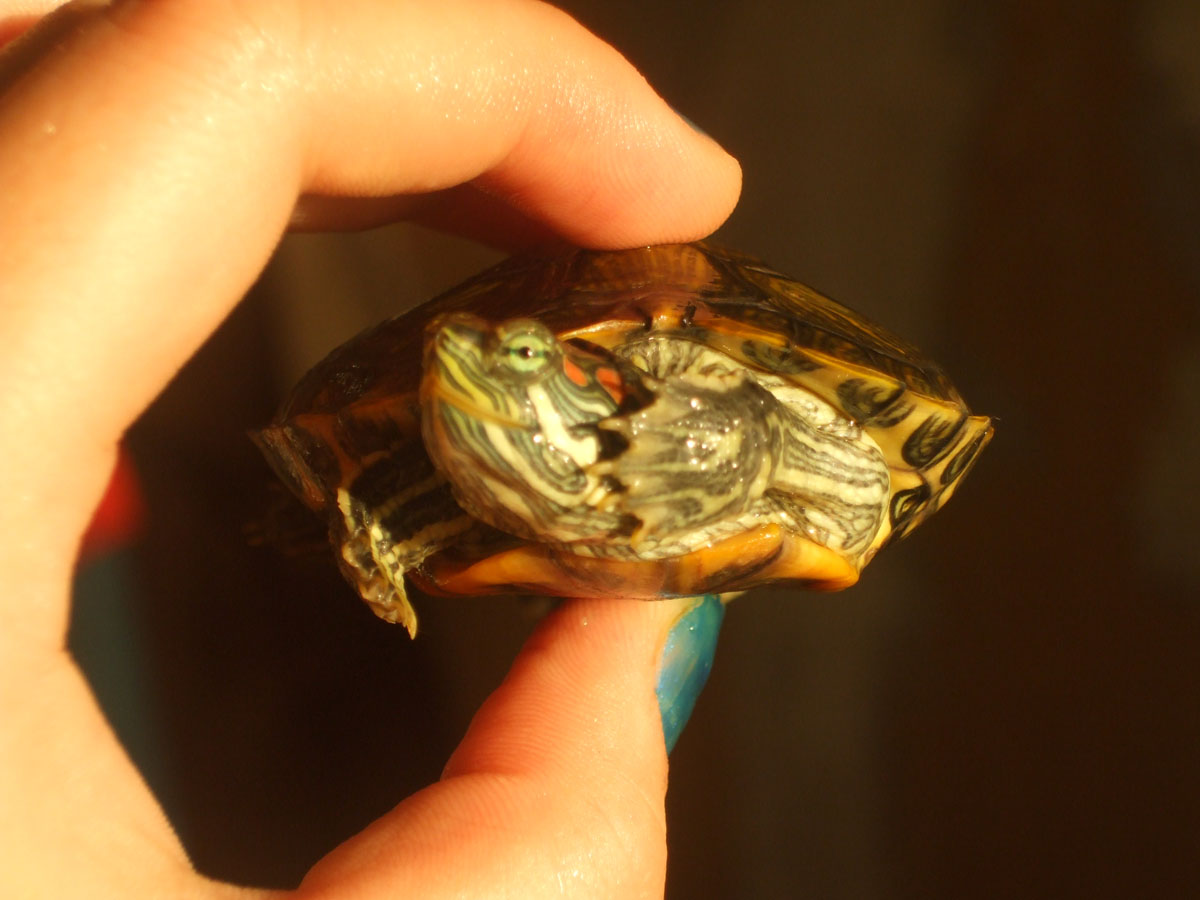
Malá želva nádherná - samice doroste i do 30 cm.

Velké samice mohou dosáhnout až 30 cm, samci zpravidla okolo 25 cm.
Kromě měnící se velikosti je průvodním jevem růstu obměna vrchní části štítků na krunýři. To se projevuje tím, že se želvě "loupe krunýř". Ono "loupání" je součástí přirozené regenerace a růstu krunýře. Intenzita olupování je přímo úměrná růstu, tzn. čím více želvička roste, tím častěji u ní můžete pozorovat odlupující se destičky. Někdy to může úplně uniknout pozornosti chovatele, obzvlášť u velmi malých želv. Jen při čištění jejich příbytku občas najdete uvolněný štítek. Ale v období intenzivního růstu si toho zcela jistě všimnete. Začínajícího chovatele to může někdy vyděsit, že jeho želva nějak onemocněla. Podobně se želva obměňuje i tam, kde krunýř nemá, takže kromě krunýře se loupe i její kůže. Na suchu to většinou také ujde pozornosti chovatele, ale ve vodě z želvy visí jakési průhledné, bělavé závoje – cáry její staré kůže. Ani to není třeba nijak "léčit" a ošetřovat.

## Zimní spánek
Zimní spánek tzv. hibernace je stav strnulosti, ve kterém želvy přečkávají zimní období. Děje se tak jak ve vodě, tak i na souši. Metabolismus je v tomto období téměř úplně zastaven, proto přežijí želvy i pod ledem, kdy jim stačí jen kyslík, který získají z vody. Protože i trávení je "mimo provoz", mohly by zbytky potravy ve střevech začít hnít a želva by pak nevyhnutelně uhynula. Proto při venkovním chovu želvy samy přestávají přijímat potravu. V želváriu je nutné asi 14 dní před zazimováním přestat želvy krmit. Zimování není rozhodně nutností, proto dáváme zimovat jen želvy ve výborném zdravotním stavu. Oslabení a nemocní jedinci by ho nemuseli přečkat.

## Letní spánek
Letní spánek tzv. aestivace je také stav strnulosti, který se ale liší od zimního. Želvy pomocí něj překlenou nepříznivé období (přílišné horko, nedostatek vody) ve stavu klidu. Z toho vyplývá, že i délka takového stavu je hodně proměnlivá a dostavuje se jen v případě potřeby.